# Бордушану, Антонио
Антонио Бордушану (рум. Antonio Bordușanu; родился 10 августа 2004, Бухарест, Румыния) — румынский футболист, полузащитник клуба «Динамо Бухарест».

## Футбольная карьера
Антонио - уроженец Бухареста, столицы Румынии. Является воспитанником местной команды «Динамо Бухарест». С 2020 года - игрок второй команды клуба. В чемпионате Румынии дебютировал 26 февраля 2021 года в поединке против «Вииторула», выйдя на замену на 90-й минуте вместо Диего Фаббрини. Всего в дебютном сезоне провёл две встречи, в обеих появляясь на замену в последние минуты матча. 